# Dyslesia
Dyslesia est un groupe de power metal français, originaire de Lyon, en Rhône-Alpes. Après trois albums et un DVD, le groupe réussit peu à peu à trouver sa voie et son public. Il se forge une solide réputation scénique en se produisant aux côtés de grosses formations européennes.

## Biographie
Dyslesia est formé à Lyon, en Rhône-Alpes, en 1986. Le groupe commence sa carrière discographique en 1999. Lors d'une interview, en 2004, Thierry Lebourg, chanteur du groupe explique la formation : « ...le groupe a été créé par François le guitariste en même temps que ses débuts en tant que musicien. Il a appris a jouer de la guitare avec Dyslesia et il a commencé jeune. Le groupe qu'il avait créé n'a jamais changé de nom d'où cette incroyable longévité (rires)... »
En 2001, Dyslesia publie son deuxième album, Who Dares Wins au label Wagram Music, qui est relativement bien accueilli par la presse spécialisée,. L'année suivante, en 2002, sort le troisième album du groupe, Years of Secret. En septembre 2004, le groupe annonce le début des enregistrements de son quatrième album.
Au début de 2008, le label Rupture Music annonce la signature avec le groupe qui sortira leur nouvel album In Veins, Hearts and Minds le 1er avril 2008, en format CD et digipack limité avec un titre bonus et une plage vidéo,. Le groupe publie l'album à la date convenu, après six ans d'absence. Après la publication de l'album, le groupe se terre à nouveau dans le silence.
2022 sortie de l excellent « Taste of hell » dernier opus en date

## Membres

### Membres actuels
- François Loprete - guitare (depuis 1986)[3]
- Thierry Lebourg - chant (depuis 1994)[3]
- Olivier Coulon - guitare
- Mathis Lebourg - batterie (depuis 2023 )
- Frédérick Fiaschi - basse (depuis 2023)[3]

### Anciens membres
- Joseph Loprete - basse
- Aldo Giove - batterie
- François Brisk - batterie
- Yves Bernardin - guitare
- Fabrice Dutour - guitare (2000-?)

## Discographie
- 1999 : My Own Revolution
- 2001 : Who Dares Wins
- 2002 : Years of Secret
- 2004 : Story And Live (DVD)
- 2008 : In Veins, Hearts and Minds
- 2022 : A Taste of Hell